# Llista de banderes municipals de Belarús
Aquesta és una llista de les banderes municipals de Belarús. Les banderes es mostres agrupades per província, anomenades óblast, i la llista només mostra les banderes de llocs amb més de 5.000 habitants.

## Biérastse

Barànavitxi
Biaroza
Biérastse
Byelaazyorsk
Davyd-Haradok
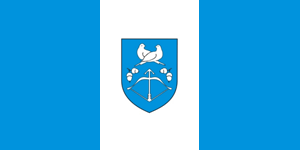
Drahichyn
Hantsavichy
Ivanava
Ivatsevichy
Kamyenyets
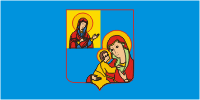
Cobrin
Luninets
Lyakhavichy
Malaryta
Mikashevichy
Pinsk
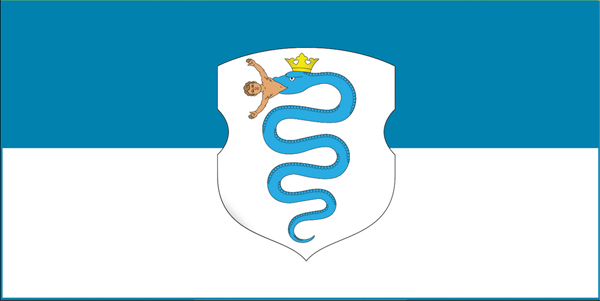
Pruzhany
Stolin
Vysokaye
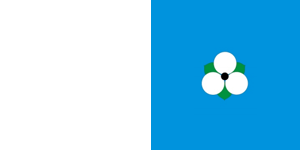
Zhabinka

## Hòmiel

Buda-Kashalyova
Chachersk
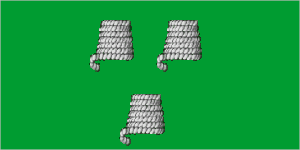
Dobrush
Hòmiel
Kalinkavičy
Khoyniki
Mazir
Narowlya
Pyetrykaw
Rahachow
Rechitsa
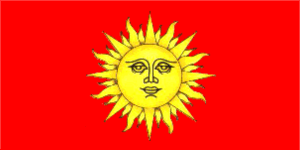
Svietlahorsk
Vetka
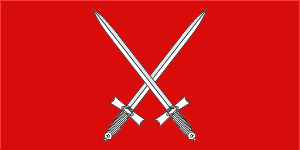
Yelsk
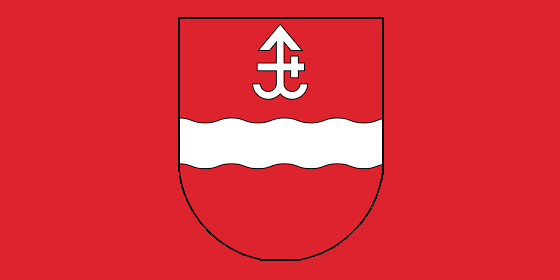
Zhytkavichy
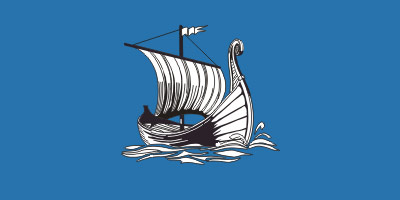
Zhlobin

## Hrodna

Ashmyany
Astravyets
Berezovka
Dzyatlava
Hrodna
Iwye
Lida
Masty
Navahrudak
Shchuchyn
Skidzyel’
Slonim
Smarhon
Svislach
Vaukavisk

## Mahiliou

Asipovitxi
Babruisk
Bialyničy
Bykhaw
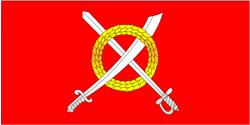
Chavusy
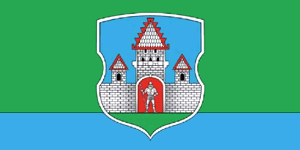
Cherykaw
Horki
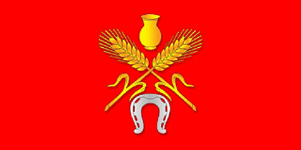
Kastsyukovichy
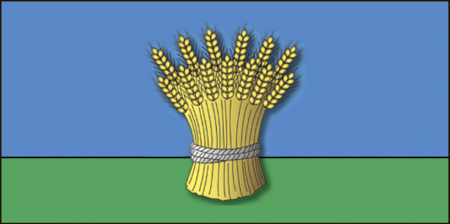
Kirawsk
Klichaw
Klimavichy
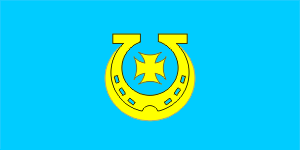
Kruglae
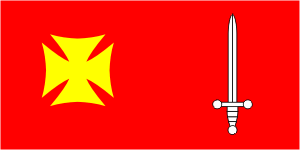
Krychaw
Mahiliou
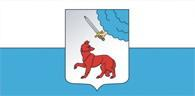
Mstsislaw
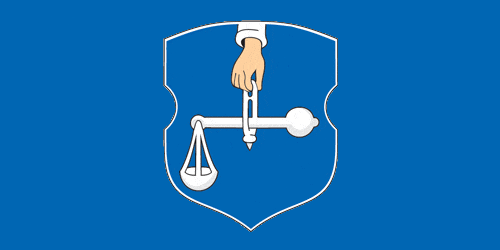
Shkloŭ
Slawharad

## Minsk

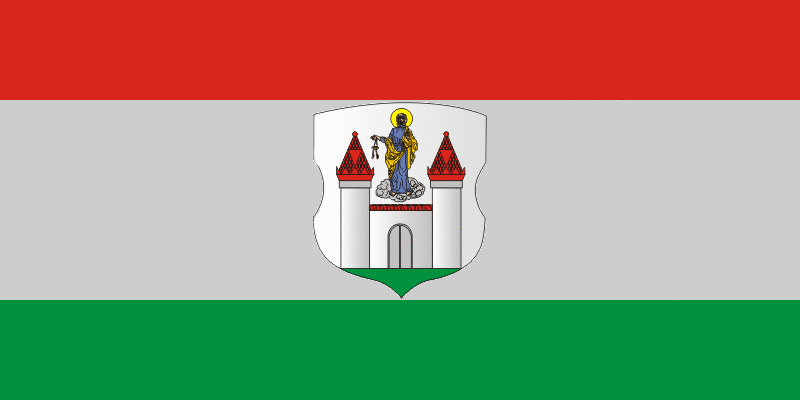
Baríssau
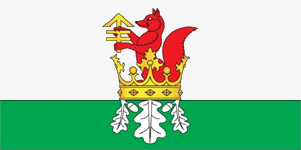
Byerazino
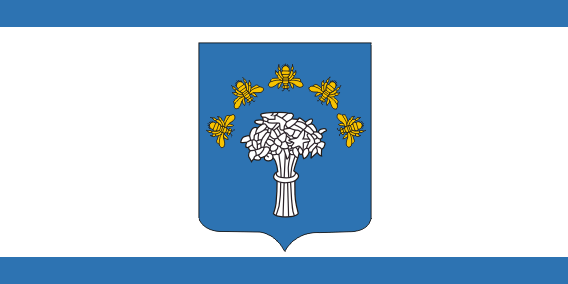
Chervyen’
Dzyarzhynsk
Fanipol
Kapyl
Kletsk
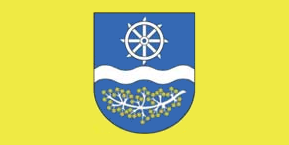
Krupki
Lahoysk
Lyuban
Maladzietxna
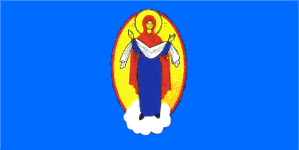
Maryina Horka
Myadzyel
Niasvij
Salihorsk
Slutsk
Smaliavitxi
Staryya Darohi
Stowbtsy
Uzda
Valozhyn
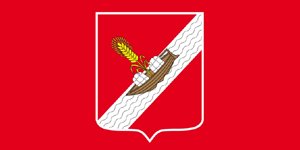
Vilejka
Zaslawye
Zhodzina

## Vítsiebsk

Baran
Braslaw
Chashniki
Dokshytsy
Dubrovnya
Haradok
Hlybokaye
Lepel
Miory
Navapolatsk
Novolukoml
Orsxa
Pastavi
Pòlatsk
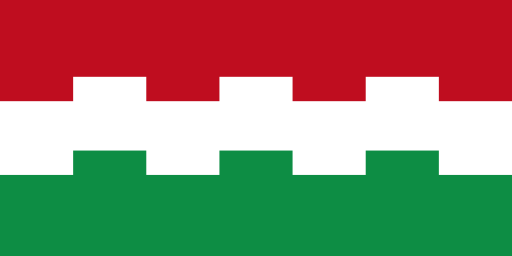
Sharkaushchyna
Syanno
Talachyn
Verkhnyadzvinsk
Vítsiebsk